# Sundbäcken
Sundbäcken este o arie protejată (arie specială de conservare — SAC, sit de importanță comunitară — SCI) din Suedia întinsă pe o suprafață de 159,6 ha, integral pe uscat.

## Localizare
Centrul sitului Sundbäcken este situat la coordonatele 61°52′20″N 12°45′50″E / 61.8723°N 12.7638°E.

## Înființare
Situl Sundbäcken a fost declarat sit de importanță comunitară în ianuarie 1998 pentru a proteja un număr necunoscut de specii din flora spontană și fauna sălbatică aflate în arealul zonei. Situl a fost protejat și ca arie specială de conservare în martie 2011.

## Biodiversitate
Situată în ecoregiunea boreală, aria protejată conține 2 habitate naturale: Mlaștini alcaline, Taiga vestică.
La baza desemnării sitului se află un număr nedeclarat de specii protejate.